# Németjárfalu
Németjárfalu (németül: Deutsch Jahrndorf, szlovákul: Nemecké Jarovce) falu Ausztriában, Burgenland tartományban, a Nezsideri járásban.

## Fekvése
Nezsidertől 28 kilométerre északkeletre, a magyar-osztrák-szlovák hármashatár mellett fekszik. A szomszédságában található Horvátjárfalu Szlovákiához tartozik, Pozsony városrésze. Rajka felől az 1502-es út vezet a község irányába; az államhatár osztrák oldalán az út az L202-es számozást viseli.

## Története
1208-ban „Ceus” néven említik először, eredeti neve Bán volt. 1266-ban „Geud” néven említik. Plébániája 1500-ban már létezett, templomát Szent Bertalan apostol tiszteletére szentelték. 1855-ben a Karlhof major területén 1. századi kelta éremleletet találtak. 1529-ben a törökök pusztították, ezután a török elől menekülő horvátok telepedtek le itt. 1582-ben lakói evangélikusok lettek és katolikus plébániáját csak 1782-ben alapították újra. 1594-ben tűzvész égette fel. Anyakönyveit 1703-tól vezetik. 1880-ban birtokosa Albrecht főherceg volt.
Vályi András szerint „JÁRENDORF. Német Járendorf. Elegyes falu Mosony Vármegyében.”
Fényes Elek szerint „Német-Járndorf, német falu, Mosony vmegyében, 297 kath., 395 evang. lak., kath. anya-, ágostai fiók szentegyházzal, egy kis erdővel. Határa első osztálybeli s 76 2/ egész telek után van 31 vagyonos telkes gazdája, 869 4/ hold első, 883 hold második, 61 hold harmadik, 103 hold negyedik osztálybeli szántóföldje, 100 embervágó másod, 113 4/ embervágó harmadik rendü rétje. Van a Lajthán 6 kerekü malma, 38 gyümölcsöskertje. Szőlőt Austriában a prellenkircheni határban birnak a lakosok, s ettől oda adóznak. Ut. p. Köpcsény.”
1898-ban hivatalos nevét Németjárfaluban állapították meg. 1910-ben 923, többségben német lakosa volt, jelentős magyar kisebbséggel. A trianoni békeszerződésig Moson vármegye Rajkai járásához tartozott.

## Nevezetességei
- Szent Bertalan tiszteletére szentelt római katolikus temploma középkori eredetű erődtemplom, tornyának alapja román, mai formájában 1582-ben építették át.
- Postaállomását 1610-ben létesítették, itt vezetett át a Bécs–Buda postaút.
- A Zeisel-majorban 1674-ben épült búcsújáró kápolna van.
- Evangélikus temploma 1838-ban épült.

## Testvértelepülések
- Gutor
- Rajka

## Külső hivatkozások
- Hivatalos oldal Archiválva 2013. október 12-i dátummal a Wayback Machine-ben
- Magyar katolikus lexikon
- A község az Osztrák Statisztikai Hivatal honlapján